# Bernard Nathanson

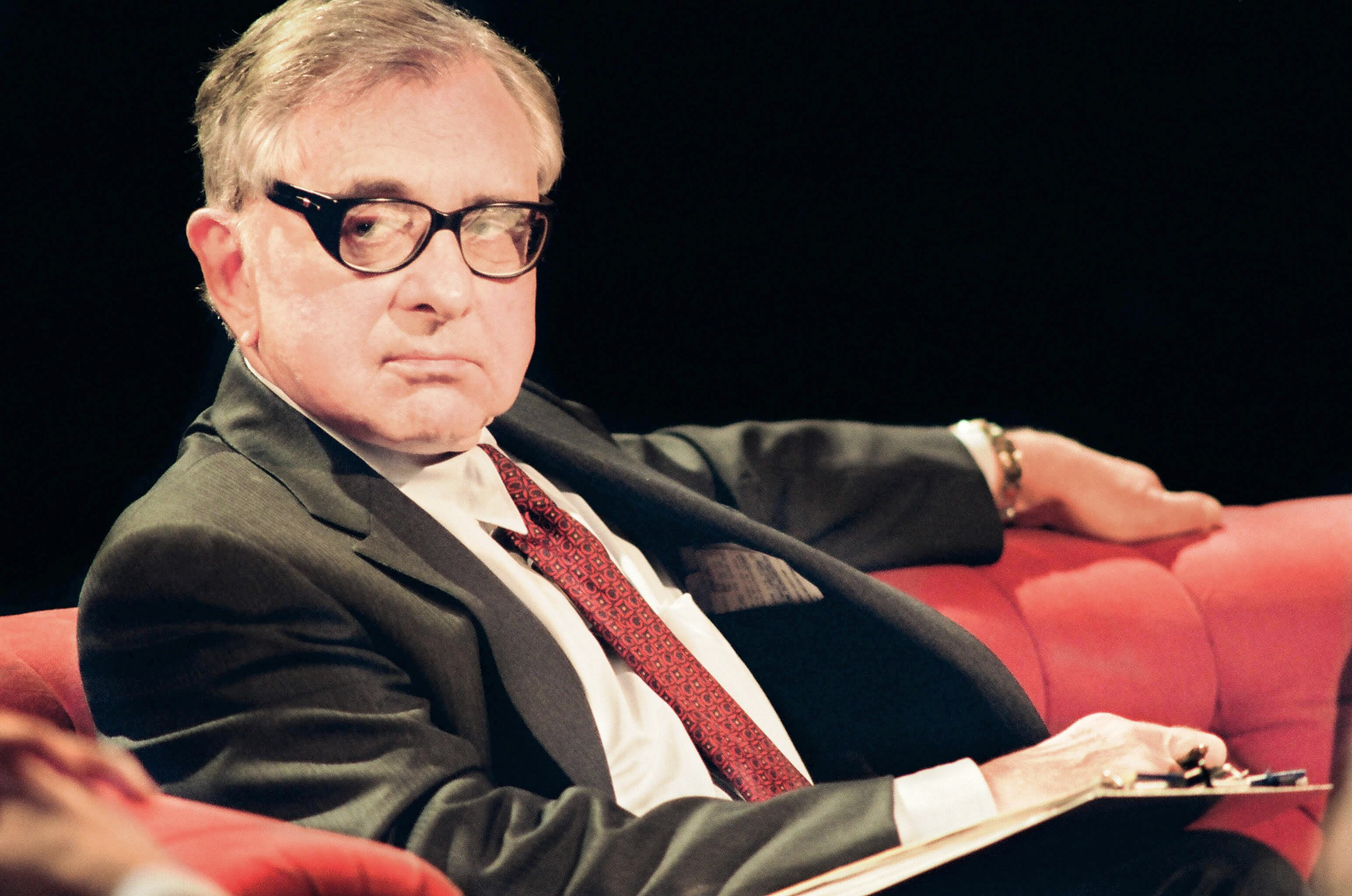
Bernard Nathanson in 1997

Bernard N. Nathanson (New York, 31 juli 1926 - 21 februari 2011) was een Amerikaanse medicus die samen met Larry Lader en Betty Friedan in 1969 de pro-abortus-pressiegroep NARAL (National Association for the Repeal of Abortion Laws) oprichtte, maar later een tegenstander van abortus werd. In zijn autobiografisch boek The Hand of God, beschreef Nathanson hoe hij met geestverwanten een uitgekiende strategie opzette om de publieke opinie te bewerken, waarbij doelbewust het aantal slachtoffers van illegale abortussen werd overdreven om begrip voor zijn zaak te bekomen.
Als voormalig aborteur is hij vooral bekend vanwege de radicale wijziging in zijn houding ten opzichte van de praktijk van abortus provocatus. Door de grote vooruitgang van de studie van de menselijke foetus en de opkomst van technieken zoals echografie in de jaren zeventig kwam hij ertoe abortus op wetenschappelijke gronden te verwerpen. In 1979 voerde hij zijn laatste abortus uit. Zijn documentaire film The Silent Scream uit 1984 (vertaling: 'de stille schreeuw'), waarin de abortus op een 12 weken oude foetus door middel van curettage wordt beschreven en getoond, heeft wereldwijd een grote maatschappelijke invloed gehad.
Nathanson was van Joodse afkomst en was aanvankelijk atheïst maar bekeerde zich later door toedoen van een lid van Opus Dei tot het katholicisme en werd op 9 december 1996 door kardinaal John O'Connor in New York gedoopt en gevormd. Hij stierf op 84-jarige leeftijd aan de gevolgen van kanker.
Nathanson was professor aan de New York Medical College en gaf ook les aan de Vanderbilt University.